# Scimmie (Management del dolore post-operatorio)
Scimmie è un singolo del gruppo musicale italiano Management, pubblicato il 21 aprile 2015 dall'etichetta La Tempesta.

## Descrizione
Scimmie è stato pubblicato come primo singolo tratto dal terzo album in studio del gruppo, intitolato I Love You (2015). Scritto da Luca Romagnoli e composto da Marco Di Nardo, produttore assieme a Giulio Ragno Favero, il brano è stato registrato durante l'inverno del 2014 presso il Lignum Studio di Villa del Conte, in provincia di Padova. Secondo Romagnoli, Scimmie si configura come «un inno alla tecnologia, alla scienza e alla cultura, contro le superstizioni, l'odio e il dolore». Il brano è stato descritto dagli stessi membri del Management come una versione tecnologica di Imagine di John Lennon.
Spiegando tale analogia, il gruppo ha dichiarato, «risulta ancora impossibile immaginare un mondo senza guerra, senza odio, senza denaro, senza Dio, senza disuguaglianze, senza fame, senza frontiere. L'atto di civiltà è un atto contro la natura, e con l'aiuto della tecnologia abbiamo sognato un mondo senza malattia e senza la morte, dove per mangiare non si deve ammazzare o lavorare, basta un clic. Il sogno divertente di chi non vuole più essere il discendente diretto delle scimmie ed ha voglia di entrare finalmente nell'era moderna».

## Video musicale
Il brano è accompagnato da un video musicale diretto da Ignoro Disoncelli e Alvin Sonic del collettivo No Text. Le riprese sono state effettuate in Indonesia e in alcuni luoghi delle città di Lanciano, Milano, New York City e Londra, con l'intenzione di fornire una «cruda documentazione della realtà». Scimmie è stato presentato in anteprima su la Repubblica il 17 aprile 2015. Il brano è dedicato al professore Claudio Di Bene, l'uomo tecnologico protagonista nel video.

## Tracce
Download digitale
1. Scimmie – 3:10

## Classifiche
| Classifica (2015)     | Posizione massima |
| --------------------- | ----------------- |
| Italia (indipendenti) | 11                |